# Scáthach

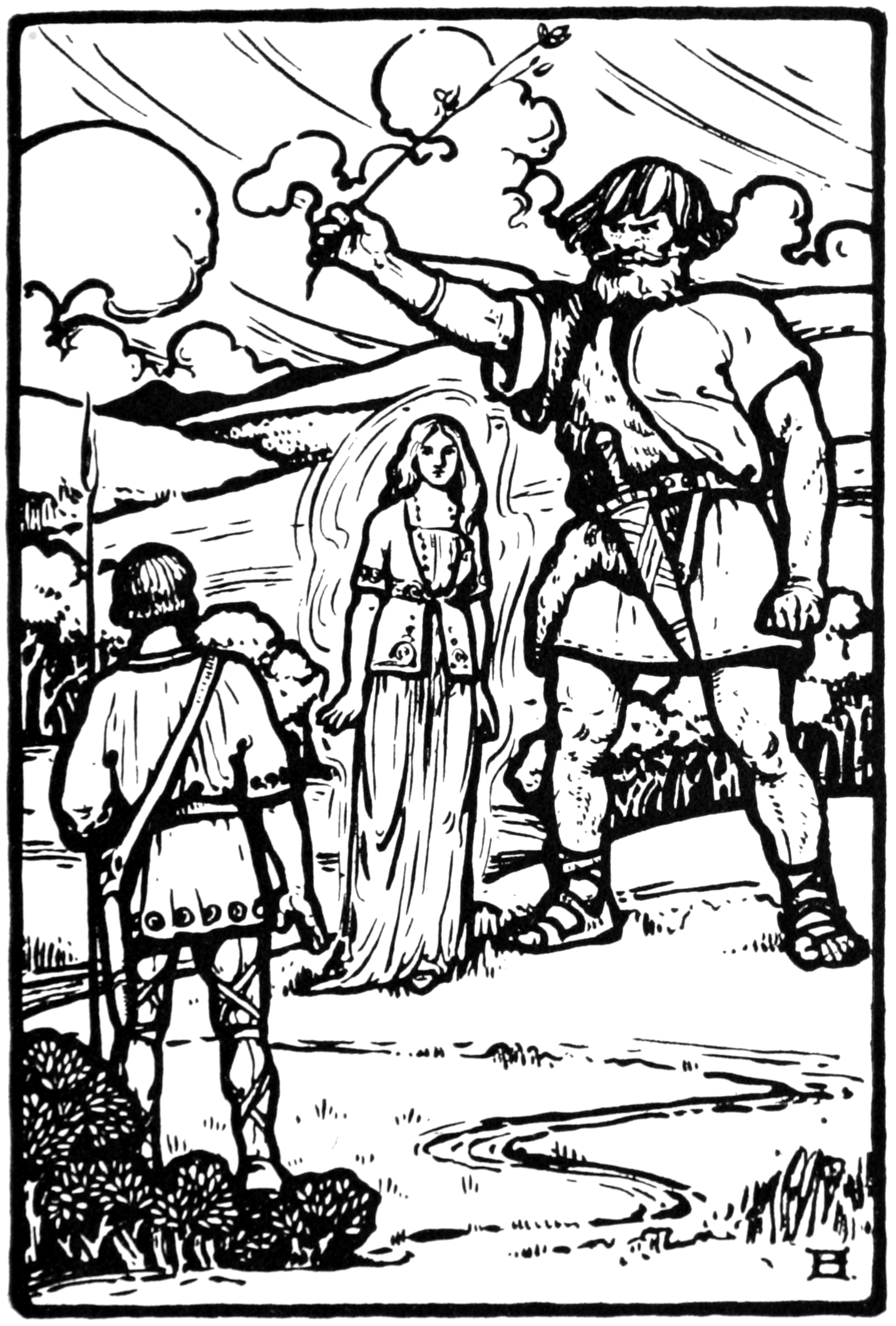
Illustration de Scáthach par Beatrice Elvery dans s:en:Heroes of the Dawn (1914)

Dans la mythologie celtique irlandaise, Scáthach Uanaind est une figure du Cycle d'Ulster de la mythologie irlandaise. C'est une femme guerrière légendaire qui enseigna notamment les arts martiaux au héros légendaire de la mythologie celtique Cú Chulainn. Les textes situent sa demeure en Écosse, et notamment sur l’île de Skye où se trouve sa résidence Dún Scáith. Elle est fille de Buanuinne, roi de Scotie et mère de Lasair, Inghean Bhuidhe, Latiaran et Uathach. Selon le récit Le meurtre du fils unique d'Aífe, Scáthach est aussi la sœur d'Aífé (fille d'Ardgeimm).
On accède à sa résidence par le Pont-des-Sauts qui rétrécit et devient glissant ou s’étire et se redresse pour broyer le visiteur téméraire. Elle-même initiatrice des plus valeureux guerriers, experte en magie, dans l’art de la guerre et du sexe, elle commande une bande de femmes qui éduquent les héros.
Ses élèves les plus prestigieux sont Noise, Ferdiad, Cúchulainn, seul ce dernier a le privilège de savoir manier et de posséder le gae bolga. Ils ne doivent pas devenir ennemis les uns des autres. Ce serment ne sera pas respecté puisque Cúchulainn va tuer Ferdiad dans un combat singulier, lors de la Razzia des vaches de Cooley (voir le récit Táin Bó Cúailnge).

## Note
1. 1 2  (en) « Scáthach | Celtic mythology | Britannica », sur Encyclopædia Britannica (consulté le 27 avril 2022)
2. ↑  Le meurtre du fils unique d'Aifé, traduction de Georges Dottin.